# Crabro peltarius
Crabro peltarius är en stekelart som först beskrevs av Johann Christian Daniel von Schreber 1784.  Crabro peltarius ingår i släktet Crabro, och familjen Crabronidae. Arten är reproducerande i Sverige.